# Fuego (singel Eleni Fureiry)
Fuego – utwór greckiej piosenkarki Eleni Fureiry, który miał swoją premierę 2 marca 2018 i został wydany przez wytwórnię Panik Records. Singiel napisali i wyprodukowali Alex Papaconstantinu, Geraldo Sandell, Viktor Svensson, Anderz Wrethov i Didrick.
W 2018 kompozycja reprezentowała Cypr w 63. Konkursie Piosenki Eurowizji w Lizbonie. Wersję demo piosenki nagrała grecko-szwedzka piosenkarka Elena Paparizou, laureatka 50. Konkursu Piosenki Eurowizji, jednak odrzuciła zaproszenie cypryjskiej telewizji do udziału w konkursie. Ofertę reprezentowania Cypru z piosenką odrzuciła także Tamta. Przed rozegraniem koncertu półfinałowego singiel był głównym faworytem bukmacherów do wygrania finału. 8 maja został zaprezentowany przez Fureirę jako ostatni, 19. w kolejności w pierwszym półfinale konkursu i zakwalifikował się do finału, rozgrywanego 12 maja. Zajął w nim drugie miejsce w głosowaniu komisji jurorskich i telewidzów.
2 marca na oficjalnym kanale wytwórni Panik Records na YouTube ukazał się teledysk do piosenki, którego reżyserem został Apollon Papatheocharis.
Singiel dotarł do czwartego miejsca greckiej listy przebojów.

## Lista utworów
Digital download
1. „Fuego” – 3:03

## Notowania na listach przebojów
| Kraj   | Lista (2018)    | Najwyższe miejsce |
| ------ | --------------- | ----------------- |
| Grecja | Top 200 Airplay | 4                 |